# Куртинская волость
Куртинская волость — волость в составе Коломенского уезда Московской губернии Российской империи и РСФСР. Существовала до 1929 года. Центром волости было село Куртино.
По данным 1890 года в состав волости входило 28 селений. В селе Куртино размещались волостное правление и земское училище.
В 1913 году в селе Бортниково имелись земское училище, церковно-приходская школа, богадельня и общество трезвости; в селе Кондрево — церковно-приходская школа; в селе Старом — церковно-приходская школа и богадельня; в селе Родоманово располагалась квартира полицейского урядника.
В 1918 году в волости было 27 сельсоветов, а к 1922 году произошло их укрупнение.
В 1925 году в результате разукрупнения утверждена сеть из 13 сельских советов вместо 8.
Согласно Всесоюзной переписи 1926 года численность населения 33-х населённых пунктов волости составила 4996 человек (2179 мужчин, 2817 женщин), насчитывалось 1143 хозяйства, среди которых 962 крестьянских. В селе Куртино располагались волостной исполнительный комитет, волостная милиция, школа 1-й ступени, изба-читальня, диспансер, почтовое агентство, ветеринарная лечебница. Школы 1-й ступени имелись также в деревне Хочёме, сёлах Бортниково, Кондрево и Старом.
В ходе реформы административно-территориального деления СССР в 1929 году Куртинская волость была упразднена, а её территория разделена между Озёрским и Малинским районами Коломенского округа Московской области. На тот момент в волости было 13 сельсоветов — Бортниковский, Бурцевский, Гладковский, Кабужский, Кочкаревский, Куртинский, Ляховский, Оглоблинский, Песоченский, Сафонтьевский, Сенькинский, Старовский и Хочемский.